# East Petersburg
East Petersburg es un borough ubicado en el condado de Lancaster en el estado estadounidense de Pensilvania. En el año 2000 tenía una población de 4,450 habitantes y una densidad poblacional de 1,424.2 personas por km².

## Geografía
East Petersburg se encuentra ubicado en las coordenadas 40°6′0″N 76°21′10″O / 40.10000, -76.35278.

## Demografía
Según la Oficina del Censo en 2000 los ingresos medios por hogar en la localidad eran de $52,222 y los ingresos medios por familia eran $53,910. Los hombres tenían unos ingresos medios de $38,700 frente a los $25,455 para las mujeres. La renta per cápita para la localidad era de $21,979. Alrededor del 2.7% de la población estaba por debajo del umbral de pobreza.